# Hyleoides planifrons
Hyleoides planifrons là một loài ong trong họ Colletidae. Loài này được Houston miêu tả khoa học đầu tiên năm 1975.